# Kanton Valenciennes-Est
Der Kanton Valenciennes-Est war bis 2015 ein französischer Kanton im Arrondissement Valenciennes, im Département Nord und in der Region Nord-Pas-de-Calais. Sein Hauptort war Valenciennes. Vertreter im Generalrat des Departements war zuletzt von 1998 bis 2015 Fabien Thiémé (PCF).

## Gemeinden
Der Kanton bestand aus einem Teil der Stadt Valenciennes (angegeben ist hier die Gesamteinwohnerzahl, im Kanton lebten etwa 10.700 Einwohner) und weiteren zehn Gemeinden:
| Gemeinde              | Einwohner Jahr | Fläche km² | Bevölkerungsdichte | Code INSEE | Postleitzahl |
| --------------------- | -------------- | ---------- | ------------------ | ---------- | ------------ |
| Curgies               | 1.126 (2013)   | 6,08       | 185 Einw./km²      | 59166      | 59990        |
| Estreux               | 973 (2013)     | 5,3        | 184 Einw./km²      | 59215      | 59990        |
| Marly                 | 11.335 (2013)  | 8,04       | 1410 Einw./km²     | 59383      | 59770        |
| Onnaing               | 8.710 (2013)   | 12,97      | 672 Einw./km²      | 59447      | 59264        |
| Préseau               | 1.893 (2013)   | 6,34       | 299 Einw./km²      | 59471      | 59990        |
| Quarouble             | 3.054 (2013)   | 12,27      | 249 Einw./km²      | 59479      | 59243        |
| Quiévrechain          | 6.317 (2013)   | 4,71       | 1341 Einw./km²     | 59484      | 59920        |
| Rombies-et-Marchipont | 775 (2013)     | 4,81       | 161 Einw./km²      | 59505      | 59990        |
| Saultain              | 2.172 (2013)   | 6,45       | 337 Einw./km²      | 59557      | 59990        |
| Sebourg               | 1.958 (2013)   | 14,23      | 138 Einw./km²      | 59559      | 59990        |
| Valenciennes          | 42.851 (2013)  | –          | – Einw./km²        | 59606      | 59300        |